# この庭に死す
『この庭に死す』 （原題：La mort en ce jardin）は、ルイス・ブニュエル監督によるフランス・メキシコの1956年の冒険映画。
南米の架空の国を舞台に、腐敗した政権下で、違法ダイヤモンド採掘者の反乱の血なまぐさい鎮圧を描いた作品である。

## あらすじ
物語は、ヨーロッパ出身の冒険者シャークが、ダイヤモンド鉱山で知られる小さな町に到着するところから始まる。この町では、腐敗した政府とその手先であるフェレロ大尉が、採掘者たちから財産を奪い、過酷な搾取を行っている。抑圧に耐えかねた採掘者たちは反乱を計画し、シャークも盗みの嫌疑で逮捕されるが、機転を利かせて脱獄する。採掘者たちは政府の駐屯地を襲撃するが、軍の増援により反乱は失敗に終わり、生き残った者たちは処刑の危機に瀕する。この混乱の中、シャークは4人の逃亡者と行動を共にする。老採掘者のカスタンはダイヤモンドで財を成したが政府に没収され、聾唖の娘マリアを連れて新たな生活を夢見ている。カスタンは町の娼婦ジンに愛を捧げ、結婚を望んでいる。ジンは過去の生活から抜け出そうと葛藤しつつもその提案を受け入れようとする。宣教師のリザルディ神父は信仰心で皆を支えようとするが、現実の過酷さに直面する。
5人は軍の裏切り者の船を奪って川を下り、ブラジル国境を目指すが、追跡が迫り、船を捨てて密林へと逃げ込む。密林は食料も水も乏しく、方向感覚を失いやすい過酷な環境だ。逃亡者たちはブラジルへの道を模索するが、疲弊し、精神的・肉体的に追い詰められていく。シャークは冒険者としての経験を活かし、グループを導くリーダーとなる。カスタンはダイヤモンドへの執着と家族への愛の間で正気を失い、ジンは過去と未来の間で揺れ、リザルディ神父は信仰を頼りに皆を励ますが無力感に苛まれる。マリアは言葉を話せないながらも純粋さでグループに希望を与える。ブラジル国境近くの湖畔で、逃亡者たちは最近墜落した飛行機の残骸を発見し、食料や物資を得て一時的な希望を抱く。しかし、カスタンの精神は完全に崩壊し、ダイヤモンドへの執着と絶望からジンとリザルディ神父を殺害する。シャークはカスタンを止めるため彼を殺し、生き残ったのはシャークとマリアだけとなる。二人は墜落した飛行機にあったゴムボートで湖を渡り、ブラジルへの脱出を試みる。物語は彼らが自由を求めて旅を続ける姿で終わるが、未来は不確実なまま幕を閉じる。

## 登場人物
- ジン（シモーヌ・シニョレ）：町の娼婦。カスタンからのプロポーズを受け、新たな人生を模索するが、過去の重荷と密林の過酷さに直面し、悲劇的な運命をたどる。
- カスタン（シャルル・ヴァネル）：フランス出身の老採掘者。ダイヤモンドで財を成したが没収され、娘マリアとジンとの新生活を夢見る。密林で精神が崩壊し、凶暴化する。
- シャーク（ジョルジュ・マルシャル）：ヨーロッパ出身の冒険者。脱獄後、グループのリーダーとして冷静な判断力と行動力を発揮するが、仲間たちの悲劇を防げない。
- リザルディ神父（ミシェル・ピコリ）：カトリックの宣教師。信仰心でグループを支えようとするが、密林の現実の前で無力感に苛まれる。
- マリア（ミシェル・ジラルドン）：カスタンの聾唖の娘。言葉を話せないが、純粋さでグループに希望を与える。生き残る数少ない人物。
- チェンコ（ティト・フンコ）
- アルヴァロ（ラウル・ラミレス）
- アルベルト（ルイス・アセヴェス・カスタニェダ）
- フェレロ大尉（ホルヘ・マルティネス・デ・オヨス）
- ヒメネス少尉（アルベルト・ペドレット）
- 採掘者（ステファニ、マーク・ランベール）

## 分析
本作はブニュエルが亡命したフランコ政権下のスペインを、反乱と抑圧者に満ちた心理的な鏡像として描き出している。シュルレアリスムと象徴主義が織り交ぜられており、各キャラクターが象徴する、宗教、欲望、金銭、権力といったテーマが、純粋さや反乱と対比される。
リザルディ神父は宗教を象徴し、信仰で逃亡者を支えようとするが、密林の過酷さに無力感を抱く。娼婦ジンと採掘者カスタンは欲望と金銭を体現。ジンは過去から抜け出そうとし、カスタンはダイヤモンドへの執着で正気を失う。腐敗した政府とフェレロ大尉は権力の抑圧を表す。マリアの純粋さは、過酷な環境と対比され、シャークは反乱の精神でグループを導く。シュルレアリスムは、ジンの密林での夜会服や、マリアの髪が森と絡むシーンで表現され、現実と非現実の衝突を描く。最後にシャークとマリアが湖を渡る姿は、悲劇後の再生を象徴するが、未来は不確実である。物語は南米の搾取や腐敗を背景に、ブニュエルの人間性と社会批判を描く。

## 評価
映画レビュー集約サイトRotten Tomatoesでは、 13件のレビューに基づいて92%の支持率を獲得しており、平均点は7.8/10となっている。
ニューヨーク・タイムズのヴィンセント・キャンビーは次のように書いている。「『この庭に死す』は、映画の天才にとって一種の中間地点のような作品であり、彼がまだ自分の映画を完全にコントロールできるほどの称賛を受けていなかったが、金持ちたちが彼を真剣に受け止めるようになった後に作られたものだ。」